# 케르베로스

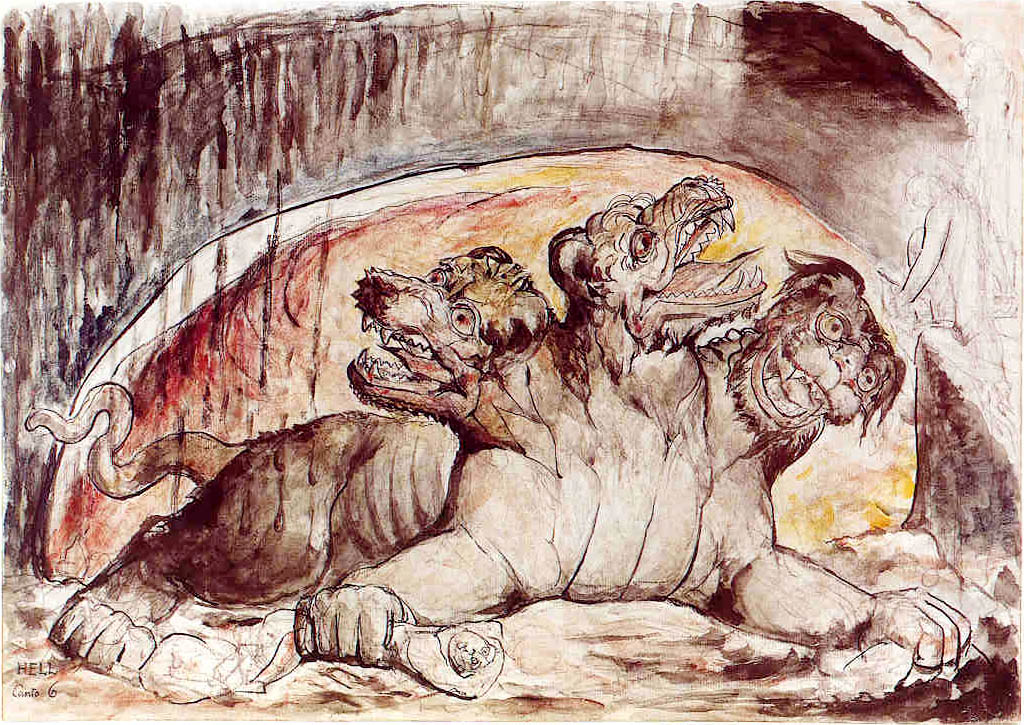
케르베로스, 윌리엄 블레이크

케르베로스(그리스어: Κέρβερος, Cerberus 또는 hound of Hades)는 그리스 신화에 나오는 상상의 동물이다. 하데스가 다스리는 명계를 지키는 문지기로, 키마이라, 오르토스, 히드라와 마찬가지로 티폰과 에키드나 사이에서 태어났다. 뱀의 꼬리를 제외하면 100% 포유류형이다. 헤시오도스에 따르면 50개의 머리를 가진 검은 개라고 하지만 다른 신화에서는 거의 대부분 머리 셋 달린 개라고 한다.
하데스의 수문장인 케르베로스는 명계의 입구를 지키며 살아있는 사람의 출입을 막고, 일단 지하세계에 들어온 영혼은 빠져나가지 못하도록 감시하는 파수꾼 역할을 하였다. 따라서 영웅들이 살아있는 채로 하데스의 나라를 찾아갈 때는 통상적으로 케르베로스의 입에 떡을 물려 짖지 못하도록 진정시키고 있다. 단 오르페우스의 경우는 수금으로 케르베로스를 울려서 복종시켰고, 헤라클레스가 12가지 과업을 완수하기 위하여 명계에 갔을 때는 완력을 사용하여 한쪽 목을 졸라 놓고 지상으로 잠시 끌고 왔다고 한다. 하데스의 왕비인 페르세포네의 경우는 별다른 조건 없이 그냥 출입하게 해준다.
불쌍하게도 케르베로스는 파수견의 역할을 맡을 뿐 원래는 사악한 존재가 아니건만 아이러니하게도 작품 속에서의 대접은 나쁜 편이다.

## 대중문화
- 영화 《해리 포터와 마법사의 돌》에서 케르베로스와 비슷한 타입의 삼두견 플러피가 등장하고 거의 핵심적으로 케르베로스와 똑같다.
- RPG 게임 《타이탄 퀘스트》의 확장팩 《타이탄 퀘스트: 불멸의 왕좌》에서도 보스 몬스터로 등장한다.
- 애니메이션 《신비아파트: 고스트볼 X의 탄생》에 등장하는 괴수이자 레오의 본모습 케르베로스의 모델이다.
- 애니메이션 《베이블레이드 버스트》에 등장하는 베이인 카이저 케르베로스, 가디언 케르베로스, 헤저드 케르베로스의 모티브이다.
- 만화 겸 애니메이션 《내 옆에 암흑파괴신이 있습니다.》에서 하나도리 카부토가 주운 개의 이름이기도 하다.

## 같이 보기
- 지옥견
- 암무트